# Synowie
Synowie – polski serial komediowy w reżyserii Krzysztofa Jaroszyńskiego, emitowany od 21 marca do 13 czerwca 2009 w Telewizji Polsat.

## Obsada
- Paweł Wawrzecki – jako Roman Średnicki
- Michał Rolnicki – jako Darek Oreł
- Marcin Rój – jako Michał
- Piotr Ligienza – jako Kuba
- Agata Kulesza – jako Lucyna Dobrowolska
- Krzysztof Stelmaszyk – jako prezes Zdzisław Bukat, ojczym Kuby
- Beata Ścibakówna – jako Irena Bukat, matka Kuby
- Tomasz Sapryk – jako Wigoń
- Jerzy Bończak – jako proboszcz
- Jerzy Kryszak – jako trener Okoń
- Wiktor Zborowski – jako Maksymilian Krygielski, odźwierny Zdzisława Bukata
- Władysław Grzywna – jako Cznadel

### Gościnnie
- Zofia Czerwińska – jako kandydatka na kelnerkę (odc. 1)
- Anna Prus – jako Wiola (odc. 2, 8, 10, 11-13)
- Andrzej Niemirski – jako redaktor radia Płotka (odc.4, 11-13)
- Anna Gornostaj – jako redaktorka radia Płotka (odc.4, 11-13)
- Agnieszka Wagner – jako Renata, rozwódka z dzieckiem (odc. 5, 9, 12, 13)
- Anna Przybylska – jako Zuzia (odc. 10-13)
- Rafał Zawierucha (odc. 13)
- Ewa Ziętek – jako Dorka (odc. 9)
- Karolina Chapko (odc. 6)

## Opis fabuły
Serial Synowie to komedia obyczajowa z elementami farsy, która przedstawia, niekiedy w krzywym zwierciadle, relacje samotnego ojca z dorosłymi synami. Jest to historia czterech mężczyzn: ojca, właściciela pubu, oraz jego trzech synów. Roman Średnicki (Paweł Wawrzecki) jest wdowcem i podwójnym rozwodnikiem. Z każdego związku ma syna. Michał (Marcin Rój), najstarszy z całej trójki został księdzem. Ulubieńcem Romana jest Darek (Michał Rolnicki), średni syn – piłkarz, napastnik pierwszoligowej drużyny. Najmłodszy Kuba (Piotr Ligienza) to początkujący biznesmen, bardzo uzależniony od ojczyma milionera Zdzisława Bukata (Krzysztof Stelmaszyk). Trzej synowie, mimo że z różnych matek, żyją w wielkiej zażyłości i niejednokrotnie ratują się wzajemnie z opresji.
Cała trójka szuka dla ojca kolejnej partnerki. W wyniku małego nieporozumienia, Roman zatrudnia piękną, lecz flegmatyczną kelnerkę Lucynę Dobrowolską (Agata Kulesza). Lucyna ma nadzieję zostać kolejną żoną Romana, on jednak nie dostrzega jej starań.
Każdy z odcinków jest zamkniętą opowieścią składającą się z dwóch, splatających się ze sobą wątków.

## Lista odcinków
Synowie
1. 50-tka pana Romana
2. Wściekły kibic
3. Tajemnica spowiedzi
4. Mściciel
5. Rozwódka z dzieckiem
6. Wyjazd na weekend
7. Dwie dziewczyny
8. Męski striptiz
9. Stara sympatia
10. Siostrzenica z prowincji
11. Dieta
12. Automat
13. Wesele Kuby

## Oglądalność
| Odcinek | I seria                 |
| ------- | ----------------------- |
| 1       | 1 552 463 21 marca 2009 |
| 2       | 1 154 537 28 marca 2009 |
| 3       | 836 251 4 kwietnia 2009 |
| 1-3     | 1 159 425               |